# Bornlinie
| Streckennummer (BAV): | 450                  |                                          |                                          |
| Fahrplanfeld: | 450                  |                                          |                                          |
| Streckenlänge: | 5,5 km               |                                          |                                          |
| Spurweite: | 1435 mm (Normalspur) |                                          |                                          |
| Stromsystem: | 15 kV 16,7 Hz ~      |                                          |                                          |
| Maximale Neigung: | 10 ‰                 |                                          |                                          |
| Minimaler Radius: | 1000 m               |                                          |                                          |
| |                      |                                          |                                          |
| \| \| \| von Basel und von Aarau \| \| \| \| 39,3 \| Olten \| 396 m \| \| \| \| nach Solothurn \| \| \| \| \| alte Strecke über Aarburg \| \| \| \| \| Kessilochbrücke 218 m \| \| \| \| \| Borntunnel 810 m \| \| \| \| \| Aarebrücke Ruppoldingen 320 m \| \| \| \| \| Brücke A1 Pfaffneren 183 m \| \| \| \| \| alte Strecke von Olten–Aarburg \| \| \| \| 45,2 \| Rothrist \| 407 m \| \| \| \| Neubaustrecke nach Mattstetten–Löchligut \| \| \| \| \| nach Langenthal–Bern \| \| |                      |                                          |                                          |
| Strecke |                      | von Basel und von Aarau                  | von Basel und von Aarau                  |
| Bahnhof | 39,3                 | Olten                                    | 396 m                                    |
| Abzweig geradeaus und nach rechts |                      | nach Solothurn                           | nach Solothurn                           |
| Abzweig geradeaus und nach links |                      | alte Strecke über Aarburg                | alte Strecke über Aarburg                |
| Brücke |                      | Kessilochbrücke 218 m                    | Kessilochbrücke 218 m                    |
| Tunnel |                      | Borntunnel 810 m                         | Borntunnel 810 m                         |
| Brücke |                      | Aarebrücke Ruppoldingen 320 m            | Aarebrücke Ruppoldingen 320 m            |
| Brücke |                      | Brücke A1 Pfaffneren 183 m               | Brücke A1 Pfaffneren 183 m               |
| Abzweig geradeaus und von links |                      | alte Strecke von Olten–Aarburg           | alte Strecke von Olten–Aarburg           |
| Bahnhof | 45,2                 | Rothrist                                 | 407 m                                    |
| Abzweig geradeaus und nach links |                      | Neubaustrecke nach Mattstetten–Löchligut | Neubaustrecke nach Mattstetten–Löchligut |
| Strecke |                      | nach Langenthal–Bern                     | nach Langenthal–Bern                     |

Als Bornlinie, benannt nach dem Berg Born, wird die am 2. April 1981 eröffnete Umfahrungslinie des Bahnhofs Aarburg-Oftringen bezeichnet. Diese verbindet den Bahnhof Olten direkt mit dem Bahnhof Rothrist. Sie ist heute die Zufahrtstrecke zur Neubaustrecke Mattstetten–Rothrist und gehört zur Bahnstrecke Olten–Bern. Aus der Bau- und Eröffnungszeit findet sich auch die Bezeichnung «Ruttiger» Linie, da die Linie an der Siedlung Ruttigen vorbeiführt. Diese Bezeichnung wurde aber schnell durch die Bezeichnung Bornlinie verdrängt.
Die Strecke verkürzt die Distanz zwischen Olten und Rothrist von 7016 Meter auf 5971 Meter.

## Geschichte
Die Linienführung der alten Bahnstrecke Bern–Langenthal–Olten, welche am 16. März 1857 zwischen Aarburg-Oftringen und Herzogenbuchsee durch die Schweizerische Centralbahn eröffnet worden war, entsprach nicht mehr den Bedürfnissen der rationellen Betriebsführung, da diese dort von der am 9. Juni 1856 eröffneten Bahnstrecke Olten–Luzern abzweigt. Vor allem die auf 40 km/h beschränkte Durchfahrt in Aarburg-Oftringen war ein Betriebshindernis für die Städteschnellzüge Bern–Zürich. Auch war die nur zweispurige Strecke Olten–Aarburg-Oftringen dadurch, dass sie alle Züge von und nach Bern und Luzern aufnehmen musste, an ihre Leistungsgrenze gelangt. Deshalb beschlossen die SBB den Bau einer neuen Linie zwischen Olten und Rothrist, zeitgleich mit der Modernisierung des Bahnhofs Olten.
Der Baubeginn der Strecke war im Jahr 1976. Im Voranschlag 1977 ist für das Jahr ein Betrag von 11 Mio. Franken für diese Baustelle reserviert worden, wobei eine Gesamtsumme von 69,5 Mio. Franken veranschlagt wurde.
Carlos Grosjean, Präsident des SBB-Verwaltungsrates, eröffnete die Strecke am 2. April 1981. Der Eröffnungszug wurde von der Re 6/6 11624 «Rothrist» gezogen, welche dafür mit Zierstreifen beklebt worden war. Als Wagen kamen Erste-Klasse-Wagen EW I+II sowie die beiden EW-I-Salonwagen zum Einsatz. Der fahrplanmässige Betrieb begann am 31. Mai 1981.
Die Strecke ist für eine Höchstgeschwindigkeit von 140 km/h trassiert worden. Es wurden Betonschwellen und schwere Schienen mit einem Gewicht von 60 kg/m verlegt, was heute ein Befahren mit einem Achsdruck von 22,5 Tonnen erlaubt (Streckenklasse D4). Die nur 5,5 Kilometer lange Strecke brachte immerhin 3–4 Minuten Fahrzeitgewinn zwischen Zürich und Bern. Dazu kommt, zusammen mit dem Bahnhofsumbau in Olten, eine markante Steigerung der möglichen Zugstrassen auf den Linien von Olten nach Bern und Luzern.

## Bauwerke
Die Strecke besitzt drei längere Brücken und einen Tunnel. Gleich nach der Bahnhofsausfahrt Olten wird die Aare auf der 169 Meter langen Kessilochbrücke überquert; rechnet man die östlich davon gelegene Überführung über die Kantonsstrasse hinzu, kommt man auf eine Gesamtlänge von 281 Metern. Danach führt die Strecke in der Schönmatt beim Altersheim Ruttigen vorbei, wo beim Streckenbau eine Schallschutzwand errichtet wurde. Anschliessend ist der 810 Meter lange Borntunnel erreicht. Bei dessen Portalen waren umfassende Hangsicherungsmassnahmen mit Felsankern notwendig. Unmittelbar danach geht es auf der 320 Meter langen Ruppoldinger Aarebrücke erneut über die Aare und kurz darauf auf der Pfaffneren-Autobahnbrücke über die A1. Schliesslich ist der Bahnhof Rothrist erreicht. Die Einführung wurde in Hinsicht auf die Neubaustrecke anfangs der 2000er Jahre kreuzungsfrei ausgeführt.
Der 810 Meter lange Borntunnel musste auf 100 Meter mit Gefrierverfahren ausgebrochen werden. Dies war schweizweit die erste Anwendung dieses Verfahrens bei einem grossen Tunnelprojekt. Der Borntunnel wurde am 1. Februar 1978 durchschlagen.
Die sechsfeldrige Ruppoldinger Aarebrücke war bei ihrer Fertigstellung des Rohbaus Ende November 1978 die Spannbeton-Balkenbrücke mit der grössten Spannweite aller Eisenbahnbrücken dieser Bauart in der Schweiz.
Der Bahnhof Rothrist erhielt im Zusammenhang mit dem Bau der Bornlinie einen neuen Güterschuppen und ein neues Aufnahmegebäude. Diese konnten zwischen dem 5. März und dem 1. April 1979 bezogen werden. Die alten Gebäude wurden daraufhin abgebrochen. Es wurde im gleichen Jahr noch ein Zwischenperron mit Unterführung erstellt.

## Betriebliches
Die Strecke wird in erster Linie von den Personenfernverkehrszügen Olten–Bern befahren. Auch die Güterzüge, die zwischen Olten und Bern über Langenthal oder die Neubaustrecke verkehren, benutzen in der Regel diese Strecke. Nur die Regionalzüge benutzen weiterhin die alte Streckenführung über den Bahnhof Aarburg-Oftringen.